# 시미즈촌 (가라후토청)
시미즈촌(일본어: 清水村 시미즈무라[*])은 일본이 지배하던 시기의 사할린에 있던 촌이다. 법적으로는 1949년 6월 1일, 국가 행정 조직법 시행에 따라 폐지되었다. 1941년 12월 1일, 인구는 4,205명이였다.